# فاس الجديد

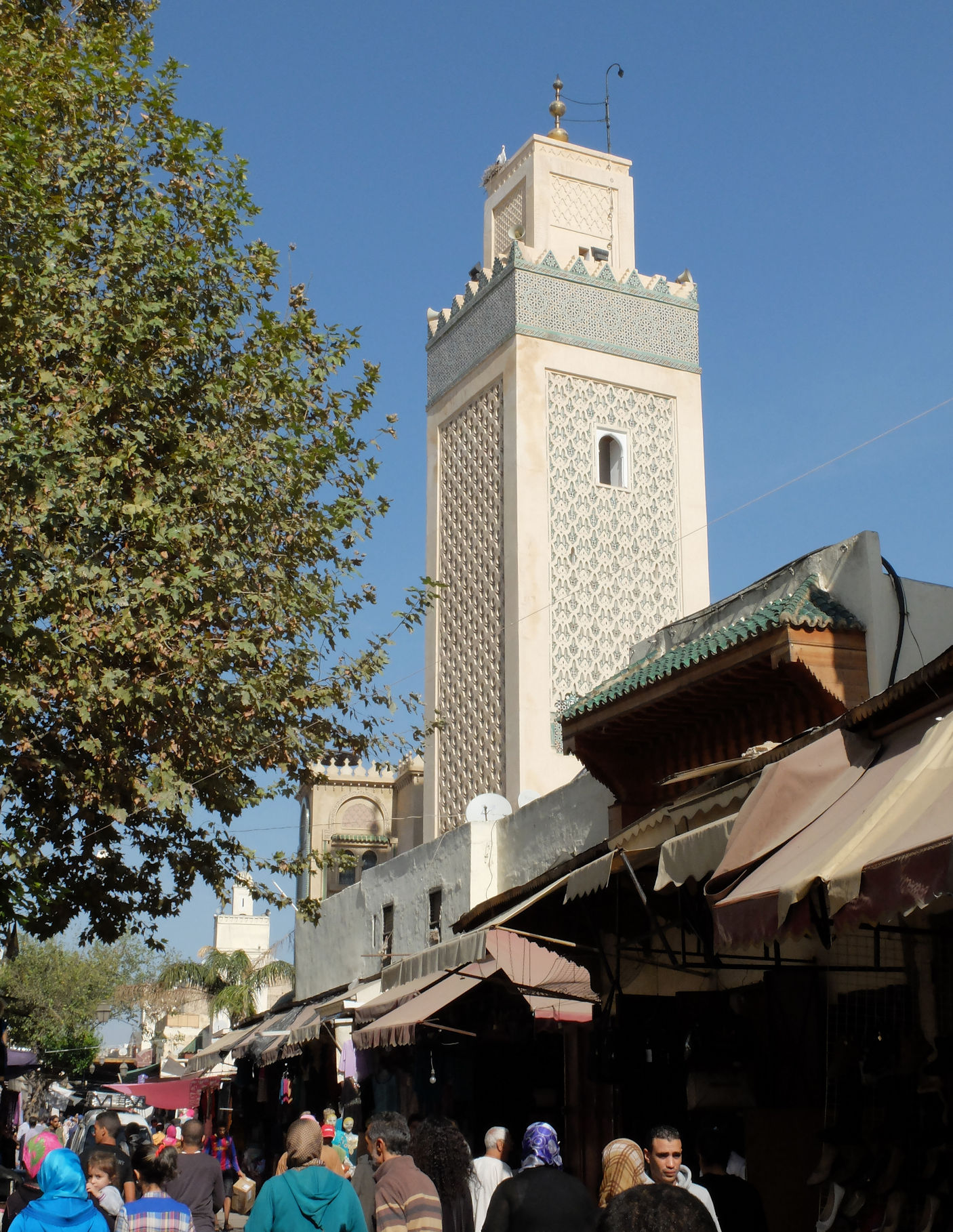
منظر لشارع غراند رو أو الشارع الرئيسي لفاس الجديد، مع مئذنة مسجد الحمراء من العصر المرينية.

فاس جديد أو فاس الجديد هو أحد الأجزاء الثلاثة المكونة لمدينة فاس، المملكة المغربية. شيده أبو يوسف يعقوب بن عبد الحق أول ملوك المرينيون عام 1276ميلاديًا المُوافق 674 هجريًا كمتمم لفاس البالي، وأطلق على المدينة اسم المدينة البيضاء، إلا أن السكان سموها منذ ذلك الحين فاس الجديد.
أسس المرينيون في القرن 13 ميلادي، المدينة البيضاء التي تعرف ب “فاس الجديد” والتي لا تفصلها عن المدينة القديمة إلا حديقة جنان السبيل التاريخية التي أسست على يد السلطان العلوي المولى عبد الله في القرن الثامن عشر. وتتوفر على مجموعة من الأبواب (باب الساكمة، باب الماكينة، باب أكدال، باب السمارين، باب الدكاكين…) أنشأت وفق نماذج متميزة بزخرفة ونقوش.  